# 1908 год в истории железнодорожного транспорта
1908 год в истории железнодорожного транспорта

## События
- 15 января — завершено строительство железной дороги между Улуханлу и Джульфой в Азербайджане[1].
- В России, близ Царского Села, для ремонта царского поезда построен «железнодорожный сарай», на базе которого затем были созданы железнодорожные мастерские — ныне Пушкинский путевой ремонтно-механический завод.[2]
- В России закончено строительство Московской Окружной железной дороги.[2]

## Новый подвижной состав
- В России освоен выпуск паровозов серии Ѵ.
- на заводе Nine Elms Лондонской и Юго-Западной железной дороги выпущено 5 единиц паровозов 2-3-0 серии LSWR G14 class конструкции Дугалда Драммонда[3].

## Персоны

### Родились
- 14 января Вячесла́в Петро́вич Его́ров — начальник Свердловской железной дороги (1965—1972), Герой Социалистического Труда (1959), Почётный железнодорожник.